# Саверцы (Житомирская область)
Са́верцы (укр. Саверці) — село Житомирского района (до 2020 — Попельнянского района) Житомирской области Украины, основано в 1585 году.

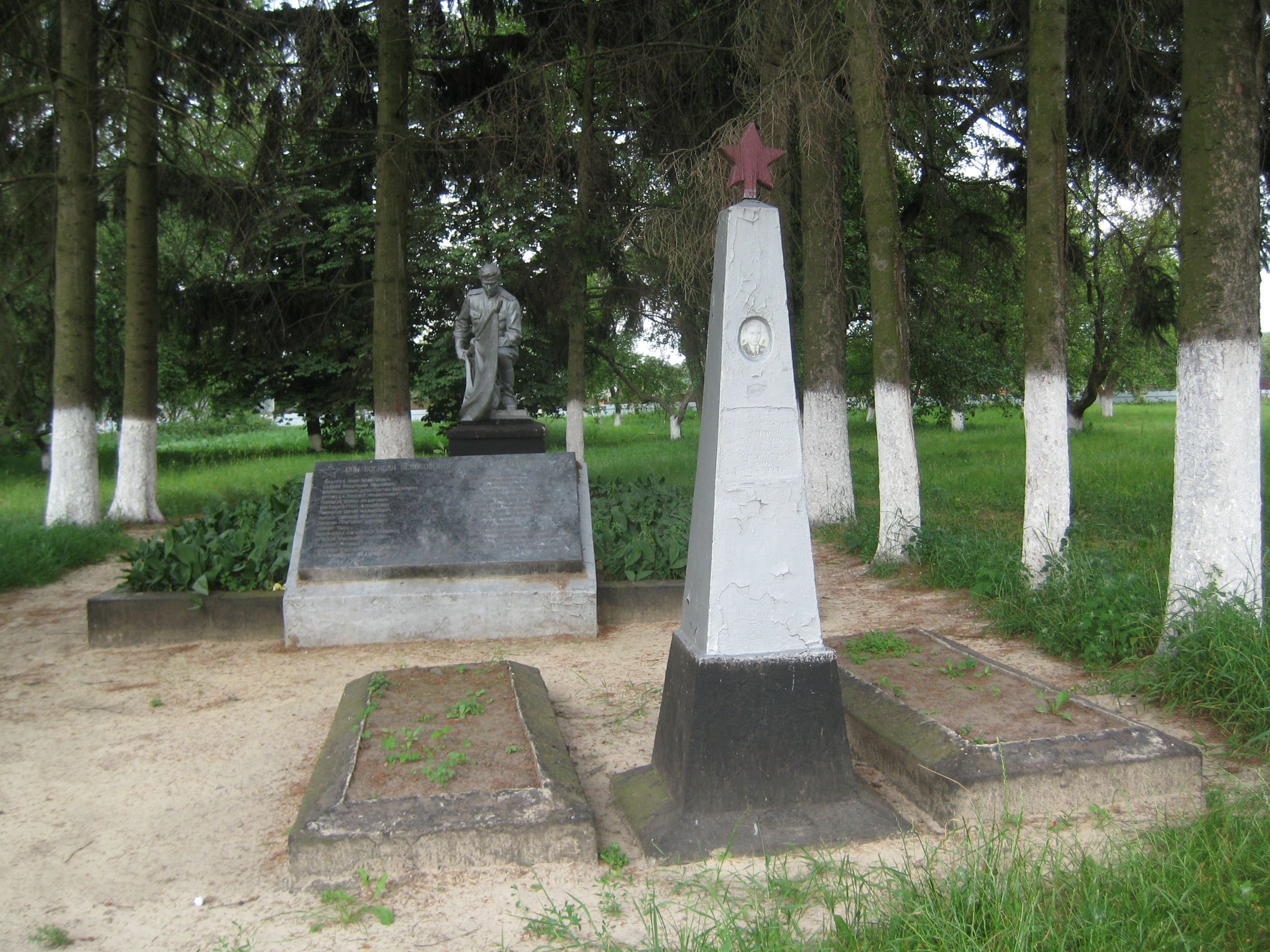
Могила Героя Советского Союза Б. С. Семёнова

Код КОАТУУ — 1824786001. Население по переписи 2001 года составляет 751 человек. Почтовый индекс — 13535. Телефонный код — 4137. Занимает площадь 2,753 км².

## Известные уроженцы
- Луценко, Анатолий Фёдорович (1925—2002) — советский и украинский поэт и художник.

## Адрес местного совета
13535, Житомирская область, Попельнянский р-н, с.Саверцы, ул.Бориса Семенова, 2, тел. 74-2 -35